# Sphagnum fuscovinosum
Sphagnum fuscovinosum är en bladmossart som beskrevs av Seppelt och H. Crum 1999. Sphagnum fuscovinosum ingår i släktet vitmossor, och familjen Sphagnaceae. Inga underarter finns listade i Catalogue of Life.